# 志井駅 (JR九州)
志井駅（しいえき）は、福岡県北九州市小倉南区大字志井にある、九州旅客鉄道（JR九州）日田彦山線の駅である。駅番号はJI07。
小倉南区志井四丁目に所在する北九州高速鉄道（北九州モノレール）小倉線の志井駅へは、直線距離で2 km以上の距離がある。日田彦山線とモノレールは、隣の志井公園駅とモノレール企救丘駅が約200 mと近接している。

## 歴史
- 1933年（昭和8年）10月23日：小倉鉄道の志井停留場として開設[1][2]。
- 1942年（昭和17年）6月10日：廃止[1][2]。
- 1943年（昭和18年）
  - 2月25日：廃止時の位置より400m田川後藤寺寄りに再開業[1][2]。
  - 5月1日：戦時買収により鉄道省添田線として国有化[2][3]。
- 1971年（昭和46年）10月20日：荷物扱い廃止[4]。駅員無配置駅となる[5]。
- 1987年（昭和62年）4月1日：国鉄分割民営化により九州旅客鉄道が継承[2][6]。
- 2014年（平成26年）：駅舎が取り壊され、待合室が作られる[7]。
- 2017年（平成29年）3月4日：上り快速が石原町駅より各停に変更となり当駅に停車開始。

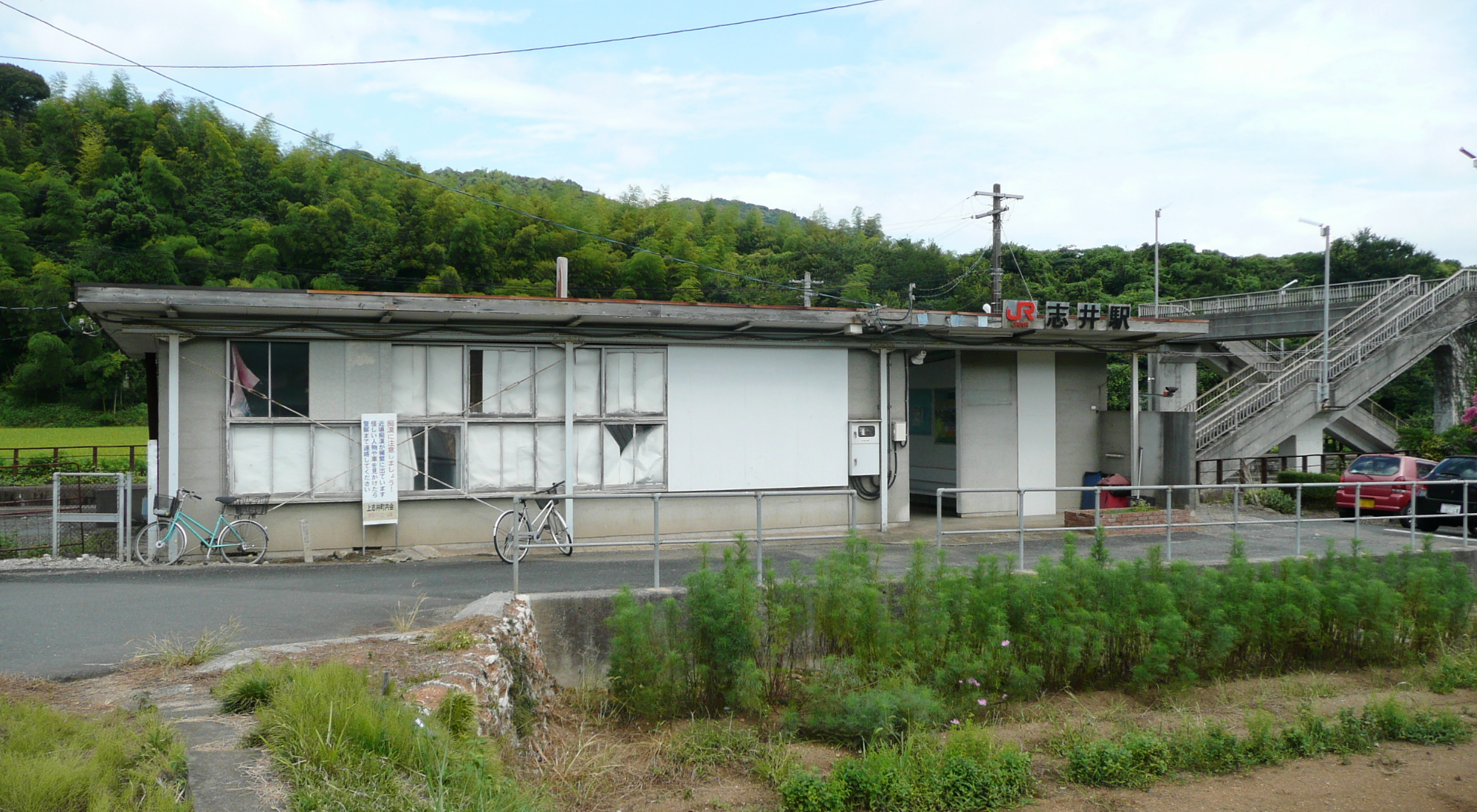
旧駅舎

## 駅構造
相対式ホーム2面2線を有する地上駅。互いのホームは跨線橋で連絡している。以前の駅舎は撤去され、コンパクトな鉄構造の駅舎が建てられた。なお、かつては当駅で貨物列車の交換が行われていたため、列車交換可能な線路は長く取られている。
無人駅となっている。JRの特定都区市内制度における「北九州市内」の駅である。

### のりば
| のりば | 路線       | 方向 | 行先                 |
| ------ | ---------- | ---- | -------------------- |
| 1      | 日田彦山線 | 下り | 田川後藤寺・添田方面 |
| 2      | 日田彦山線 | 上り | 城野・小倉方面       |

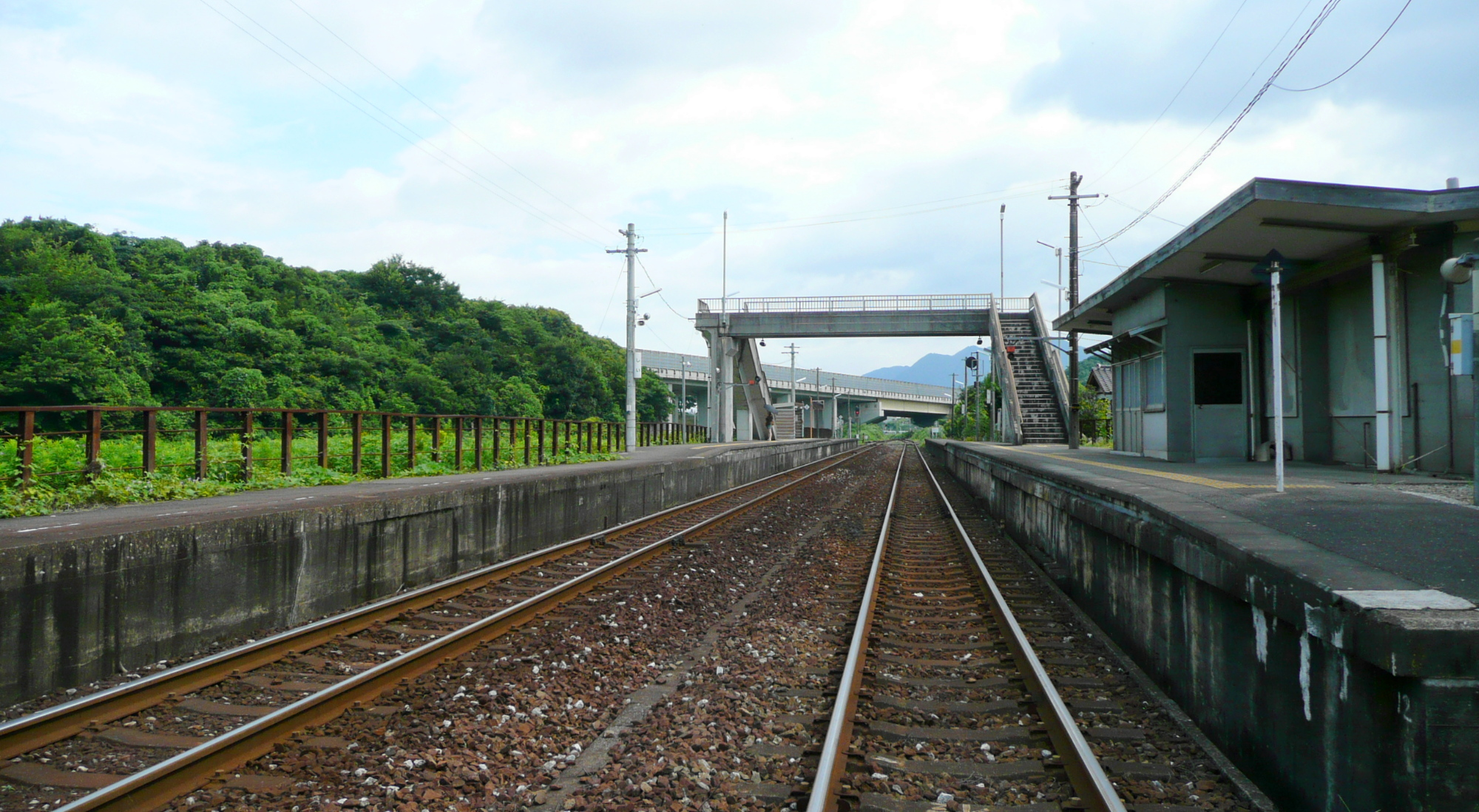
構内

## 利用状況
2016年度の1日平均乗車人員は83人である。
| 乗車人員推移 | 乗車人員推移 |
| 年度         | 1日平均人数  |
| ------------ | ------------ |
| 2000年       | 122          |
| 2001年       | 171          |
| 2002年       | 118          |
| 2003年       | 115          |
| 2004年       | 115          |
| 2005年       | 104          |
| 2006年       | 97           |
| 2007年       | 94           |
| 2008年       | 102          |
| 2009年       | 109          |
| 2010年       | 112          |
| 2011年       | 110          |
| 2012年       | 106          |
| 2013年       | 113          |
| 2014年       | 99           |
| 2015年       | 90           |
| 2016年       | 83           |

## 駅周辺

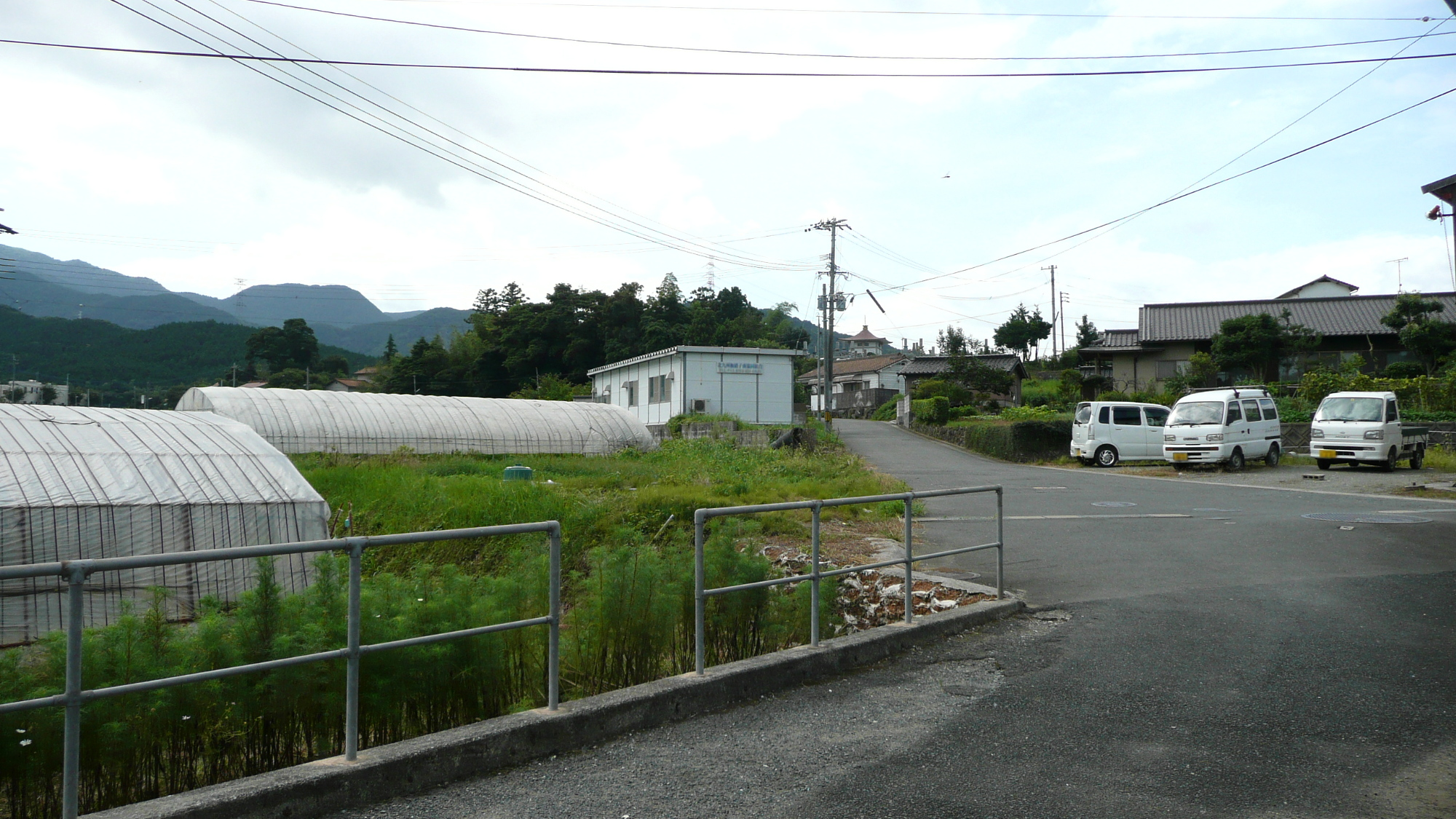
駅前風景

駅前後では概ね福岡県道257号井手浦徳力線と並行し、この県道の周辺に集落が形成されている。また、九州自動車道を挟んだ北側には住宅地の志井鷹羽台がある。
県道を挟んだ東側には志井鉱山跡を整備した志井の森公園がある。
県道には西鉄バス北九州 志井線が通り、小倉駅方面と新道寺方面へ通じているが、志井駅から最寄りの停留所までは徒歩6分程度離れている。

## 隣の駅
九州旅客鉄道（JR九州）
 日田彦山線
■快速（上りのみ運転）・■普通
志井公園駅 (JI06) - 志井駅 (JI07) - 石原町駅 (JI08)